# Јим Готфридсон
Јим Готфридсон (швед. Jim Gottfridsson; Истад, 2. септембар 1992) шведски је рукометаш и репрезентативац који тренутно игра у Бундеслиги Немачке за Фленсбург Хандевит на позицији средњег бека.
Професионалну каријеру започео је 2010. године у родном Истаду, игравши прво за ИФК Истад, а онда и за градске ривале, Истадс ИФ. Од 2013. године игра у Фленсбургу.
За Шведску репрезентацију је дебитовао 2012. године са којом је освојио злато на Европском првенству 2022. и сребра на Светском првенству 2021. и на Европском првенству 2018. године.

## Клупски профеји

### Фленсбург Хандевит
- ЕХФ Лига шампиона: 2014.
- Бундеслига Немачке: 2018, 2019.
- Куп Немачке: 2015.
- Суперкуп Немачке: 2019.

## Награде и признања
- Најбољи играч (МВП) Европског првенства: 2018, 2022.
- Најбољи играч (МВП) Немачке Бундеслиге: 2020/21.
- Најбољи тим на Светском првенству: 2021.
- Шведски играч године: 2018.